# بخلت (بلجيكا)
بُخُلت أو (نقحرة: بوخولت) هي بلدية تقع في مقاطعة لِمبُرخ في بلجيكا.

## توأمة
لِبُخُلت اتفاقيات توأمة مع:
- بوخولت